# صانعة الماء محبة النار
صانعة الماء محبة النار (بالإنجليزية: Aquifex pyrophilus)‏ هي بكتيريا على شكل قضيب طولها من 2 إلى 6 ميكرومتر وقطرها حوالي نصف ميكرومتر، وهي واحدة من حفنة من الأنواع في شُعبة البكتيريا صانعة الماء وهي مجموعة غير عادية من البكتيريا المحبة للحرارة والتي يعتقد أنها من أقدم الأنواع في مجال البكتيريا.
صانعة الماء محبة النار تنمو أفضل في الماء بين 85 و 95 درجة مئوية، ويمكن العثور عليه بالقرب من البراكين تحت الماء أو الينابيع الساخنة، تستخدم عادة الأكسجين في التنفس وينتج الماء كمنتج ثانوي مما يؤدي إلى اسم "Aquifex" وتعني «صانع المياه»، يمكن لصانعة الماء محبة النار أن تنمو حتى في الوسط اللاهوائي عن طريق اختزال النيتروجين بدلا من الأكسجين، يميل أعضاء النوع إلى تكوين تكتلات خلايا كبيرة تضم ما يصل إلى 100 خلية فردية. تم اكتشاف هذا النوع شمال ايسلندا.